# Lhotka (Zlatá Olešnice)
Lhotka je vesnice, část obce Zlatá Olešnice v okrese Jablonec nad Nisou. Nachází se asi 2,5 km na jihozápad od Zlaté Olešnice. Je zde evidováno 51 adres. Trvale zde žije 38 obyvatel.
Lhotka leží v katastrálním území Lhotka u Zlaté Olešnice o rozloze 4,27 km2. V katastrálním území Lhotka u Zlaté Olešnice leží i Návarov.

## Historie
První písemná zmínka o obci pochází z roku 1624.

## Galerie

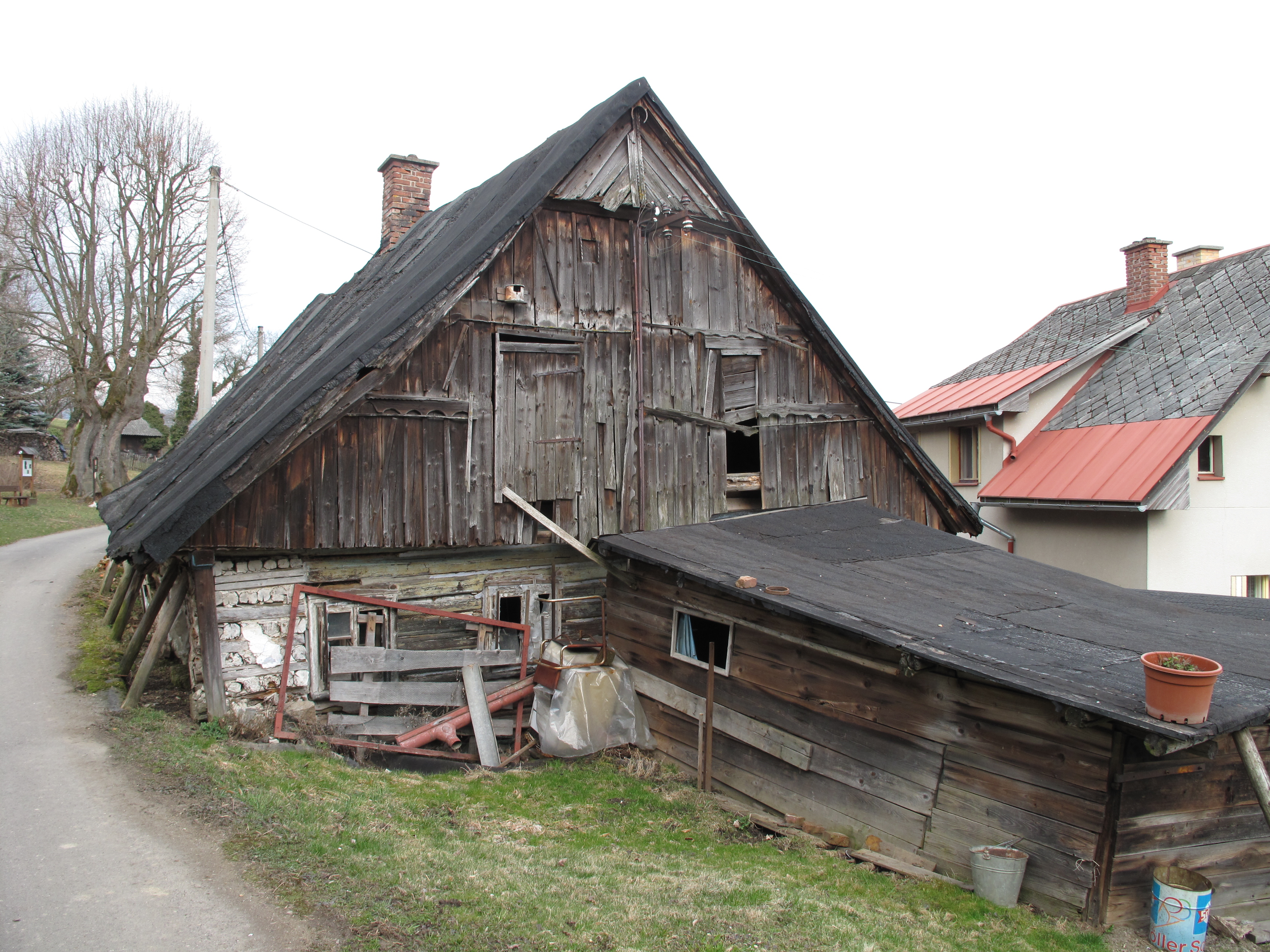
Starý dům
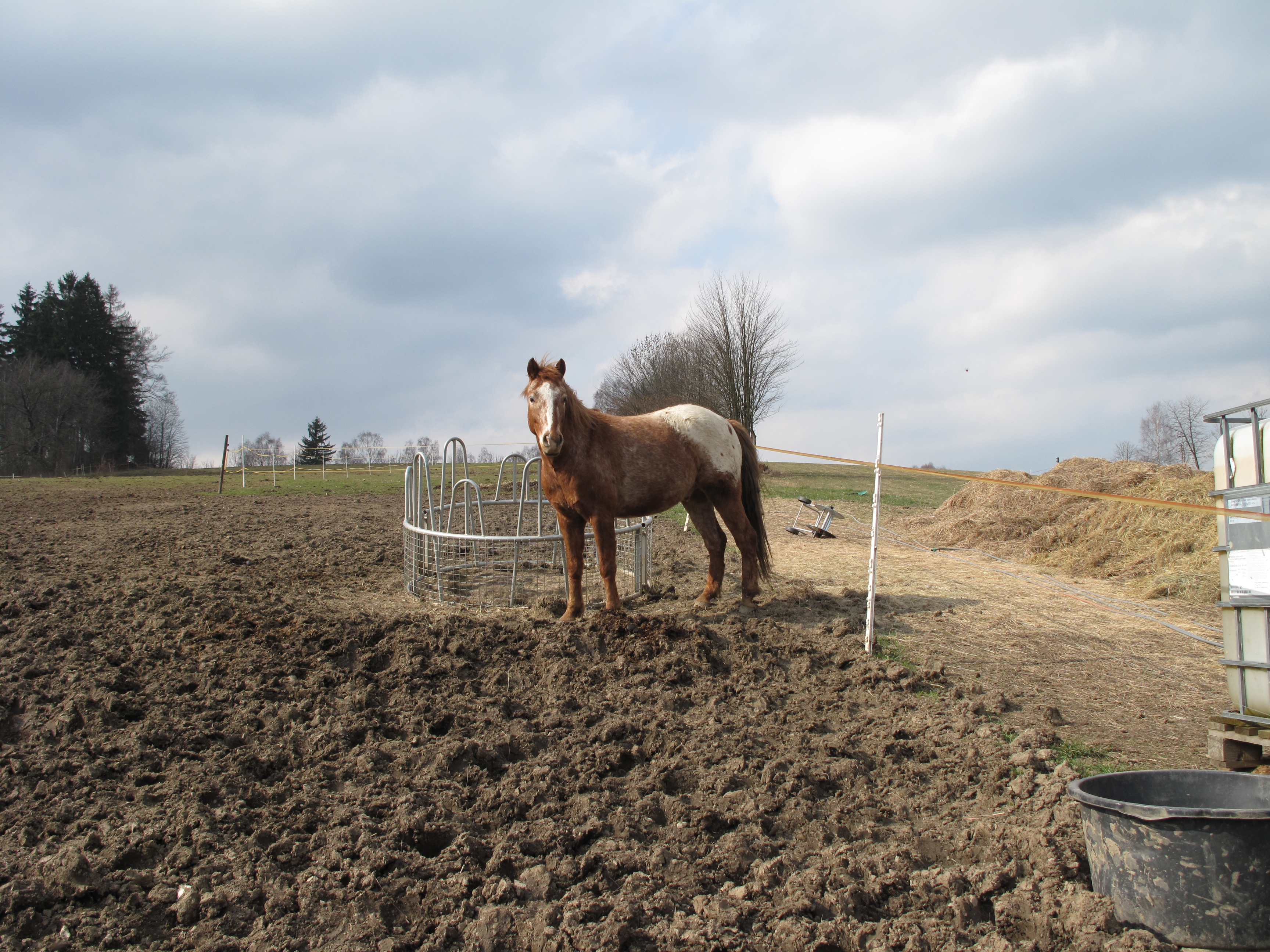
Kůň
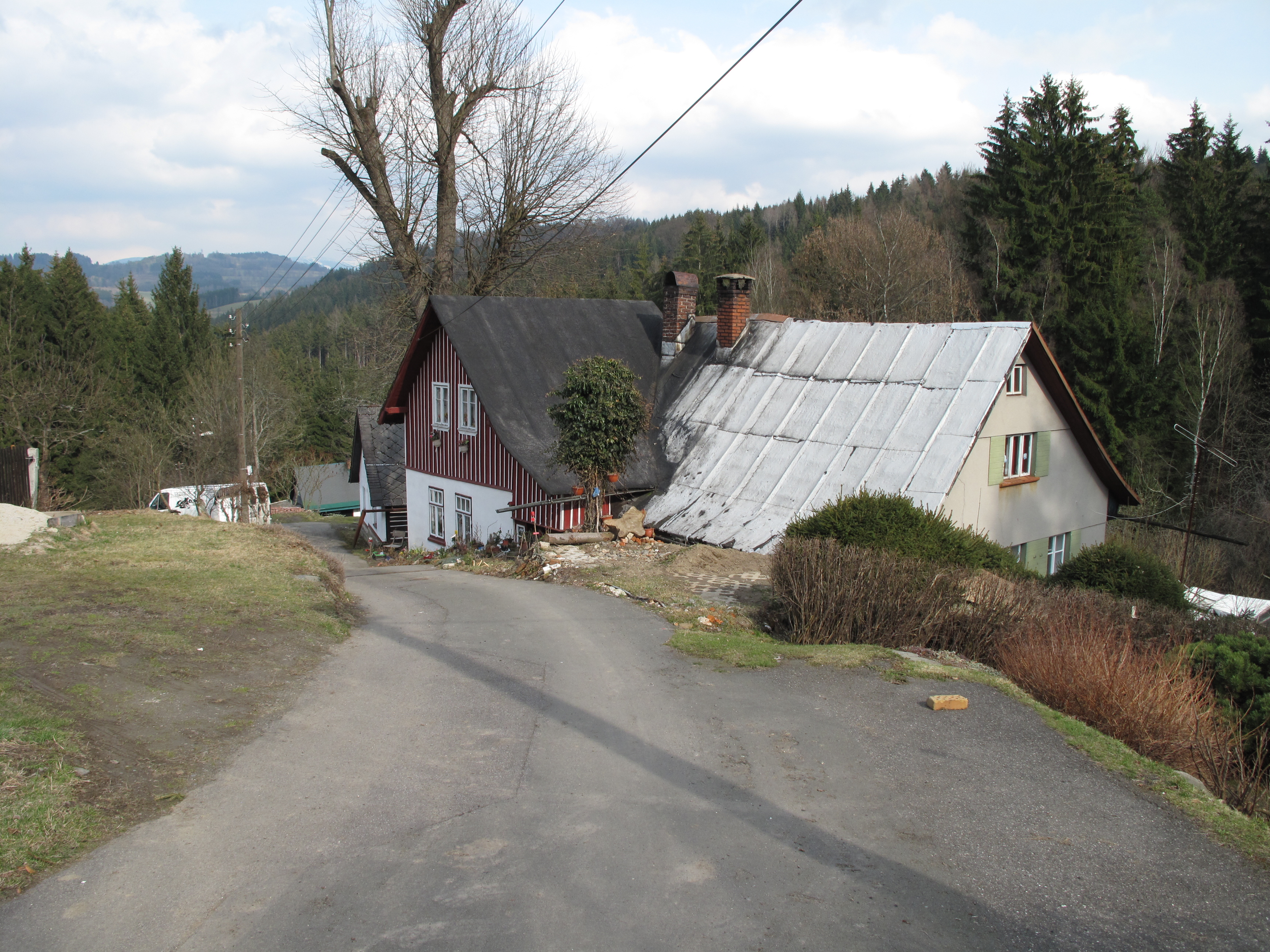
Roubenka
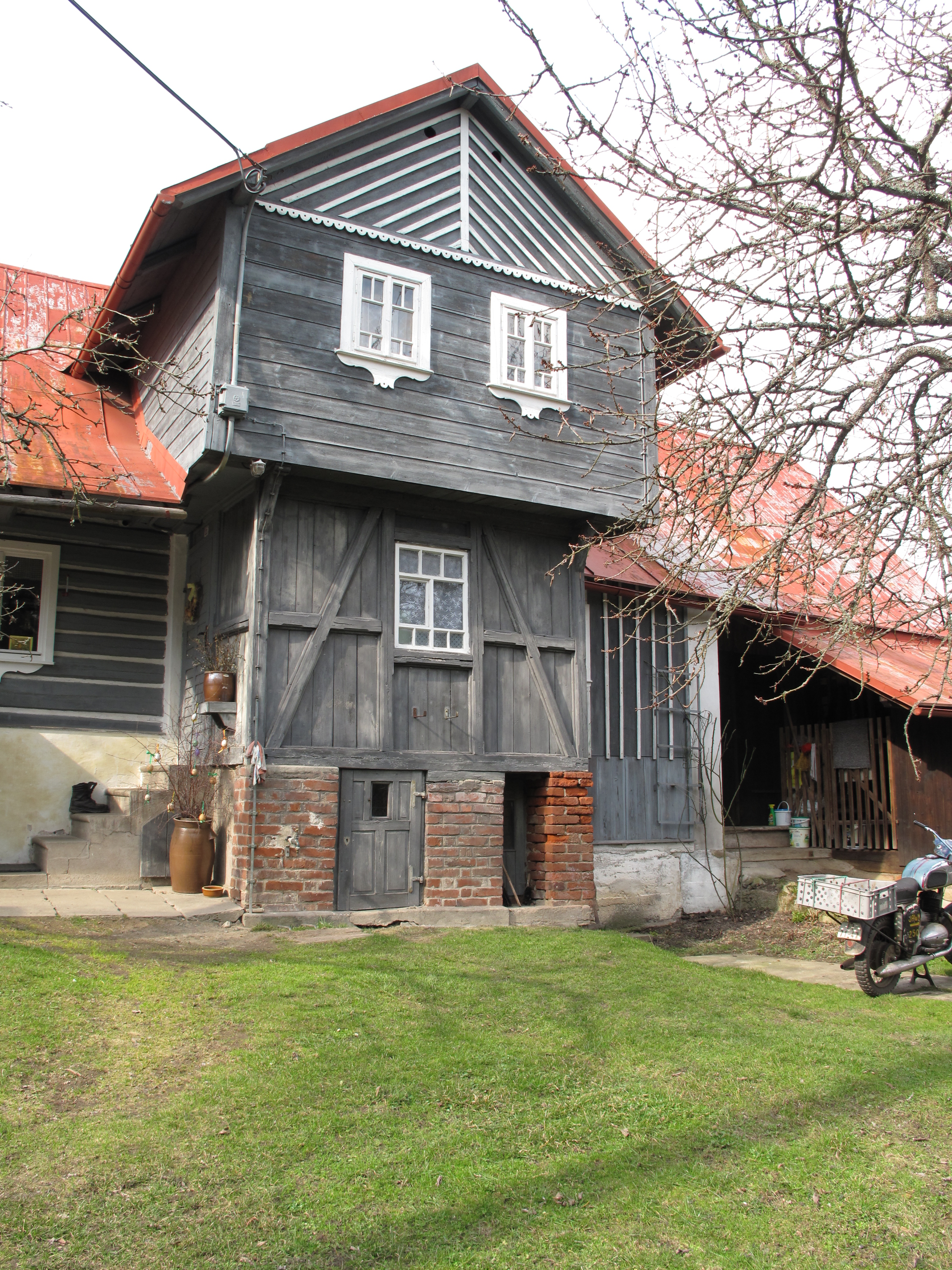
Roubenka
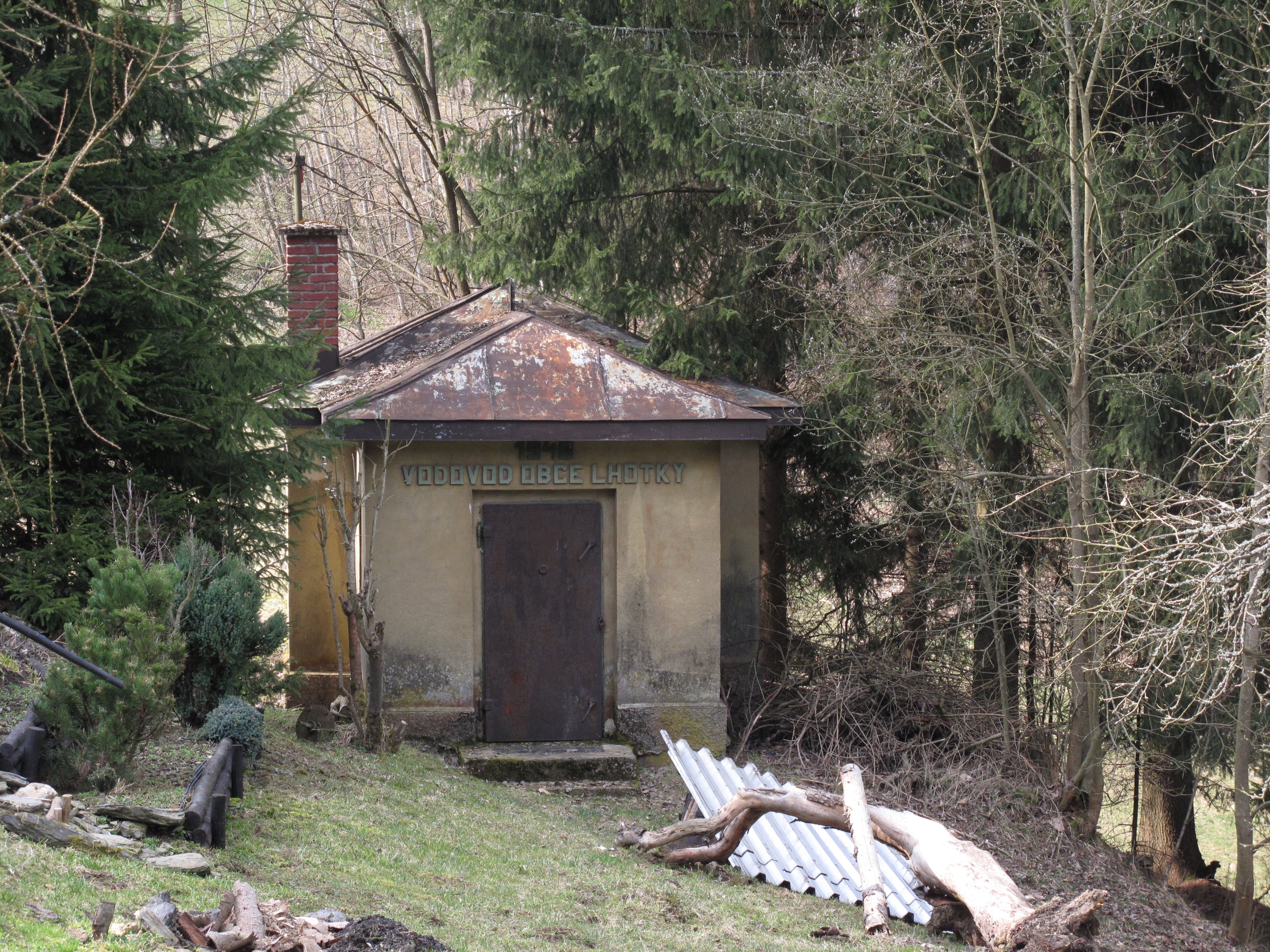
Vodárna